# Moos (Gemeinde Altaussee)
Moos ist ein Ort im Ausseerland des Salzkammerguts in der Steiermark (Österreich) und gehört zur Gemeinde Altaussee im Bezirk Liezen. Hier befindet sich die Ausseer Heilquelle.

## Geographie
Der Ort Moos befindet sich 37 Kilometer nordwestlich von Liezen, und 1½ km nordwestlich von Altaussee.
Die Rotte liegt links am Augstbach, dem Nebenfluss der Altausseer Traun von der Blaa-Alm, auf um die 780 m ü. A. Höhe.
Die kleine Ortslage hat, mit Scheiben taleinwärts und mit Thörl auf der anderen Bachseite, unter 20 Adressen. Sie liegt direkt am Westfuß des Loser (1837 m ü. A.), gegenüber erhebt sich der Törlstein (914 m ü. A.), ein Vorberg des Sandling (1717 m ü. A.).
Durch den Ort führt die Blaa-Almstraße, die Fortsetzung der L702, von der es bei Scheiben zum Ausseer Salzberg am Steinberg geht, und weiter taleinwärts in Ramsau auch die Loser Panoramastraße abzweigt.
|           | Ramsau                                      |              |
| Steinberg | Kompassrose, die auf Nachbargemeinden zeigt | Loserhütte   |
|           |                                             | Hinterposern |

## Geschichte, Infrastruktur und Natur
Der Ortsname Moos erscheint erst im 20. Jahrhundert auf amtlichen Karten, während Scheiben der alte Flurname im Tal ist.
Hier befindet sich ein Stollen des Ausseer Bergwerks, der Scheiben-Stollen. In ihm wurde zwar kein Salz gefunden, 1938 nach 1200 Meter Vortrieb aber eine stark schwefelhaltige Quelle. Diese Quelle bildet die Basis der Entwicklung Altaussees vom Bergbau- zum Kurort in den 1950ern. Vorher wurde nur die Sole selbst für Trinkkuren im Bad Aussee genutzt, Glaubersalz fiel bei der Speisesalzherstellung als Nebenprodukt an. Die Ausseer Heilquelle, eine hypertonische Natrium-Chlorid-Sulfat-Quelle (glaubersalzhaltige Solequelle), wurde 1961 als Heilquelle (Heil- und Kurmittel) anerkannt. Das Kluftwasser wurde gefasst. Schon 1956 wurde in Altaussee die Freiluft-Gradieranstalt für Inhalationstherapien errichtet, die das Quellwasser nutzt. Heute wird das Wasser auch im Altausseer Kur- und Amtshaus am Trinkbrunnen verabreicht, ins Kurzentrum Bad Aussee geleitet, und auch abgefüllt. Bei einer jährlichen Abfüllmenge von Menge 15.000 Litern und 2.400 Litern Nutzung primär in Bad Aussee (1970er/80er) wird aber nur ein kleiner Anteil der Schüttung verwertet, der Rest wird in den Augstbach abgeleitet.
Der Scheiben-Stollen ist auch eine Station des Themenwegs Via Salis, einem Begleitangebot zu den Salzwelten Altaussee (XIX „Heilung aus der Tiefe“). In Thörl ist eine weitere Station (XX „Die Berge und ihre Besucher“).
An der Straße beginnt ostwärts das Landschaftsschutzgebiet Salzkammergut (LSG 14b).